# Gaston Leroux
Gaston Louis Alfred Leroux (Párizs, 1868. május 6. – Nizza, 1927. április 15.) francia újságíró, író. Fő műve Az operaház fantomja (Le fantôme de l'opéra, 1910).

## Élete
Iskoláit Normandiában végezte, 1886 és 1889 Párizsban jogot hallgatott. Már akkoriban írt cikkeket több újságnak, 1887-ben jelent meg első novellája. A tanulmányai befejezése után egy ideig jogászként dolgozott, majd kizárólag az írással kezdett el foglalkozni.
Színházkritikusként és bűnügyi-újságíróként a L’Écho de Paris-nál vállalt munkát és egy feltűnést keltett írása következtében az újraindított Le Matin munkatársa lett. 1896 és 1906 között tudósítóként beutazta Európa, Afrika és Ázsia országait, szenzációnak számító írásai meghozták számára a hírnevet, többek között beszámolt az orosz–japán háborúról és zavargásokról Odesszában, Szentpéterváron és Marokkóban.
1907-ben felhagyott az újságírással és a regényeknek szentelte idejét. Még ugyanebben az évben megjelent A sárga szoba titka című műve, ami ma a francia bűnügyi regény klasszikusának számít. (A műben bűncselekmény történik egy bezárt szobában.) A detektív szerepét további hat könyvéhez hasonlóan a fiatal Joseph Rouletabille tudósító játssza. A később megírt Chéri-Bibi című sorozata szintén a krimik világába tartozik.
A messze legismertebb műve, Az operaház fantomja 1910-ben készült el, amihez az inspirációt az Opéra Garnier párizsi operaház földalatti boltíves termeiről készült vizsgálat nyújtotta. A történet igazán nagy sikerét az 1925-ös megfilmesített változat hozta meg, mely még máig is hat, mindenekelőtt Andrew Lloyd Webber musicalje (1989) nyomán.
Leroux mindvégig írt színházi darabokat, de miután műveit megfilmesítették, elkezdett érdeklődni a filmipar iránt is. 1916-ban írta meg első forgatókönyvét, aminek producere René-Navarra, a Fantom korábbi filmbeli megtestesítője volt. 1919-ben részt vett egy saját filmstúdió megalapításában, ami azonban 1922-ben a tagok vitái miatt bezárta kapuit.
Haláláig ismét regényírással foglalkozott. 1927-ben egy műtétet követően hunyt el.

## Magyarul
- Az operaház fantomja. Regény; ford. Szemere Leóné; Rákosi, Bp., 1910
- A megbabonázott karosszék. Regény; Rákosi, Bp., 1912
- Natasa titka. Regény; Légrády, Bp., 1917
- Az elátkozott karosszék. Regény; Athenaeum, Bp., 1918 (Olcsó regény)
- A "sárga szoba" titka; ford. Tóth Árpád; Pallas, Bp., 1919
- Halál után; ford. Salgó Ernő; Athenaeum, Bp., 1920
- A feketeruhás hölgy parfömje; ford. Szebeny Mihály; Detektívregények, Wien, 1921 (Detektívregények)
- A Nap felesége. Regény; ford. Laky Margit; Athenaeum, Bp., 1921 (Athenaeum könyvtár)
- Rouletabille bűne; ford. Tóth Andor; Detektívregények, Wien, 1921 (Detektívregények)
- A fekete kastély. Regény; ford. Esty Jánosné; Kultúra, Bp., 1921
- Rouletabille bűne; ford. Takács Mária; Világirodalom, Bp., 1924
- A párisi pokol. Regény; ford. Takács Mária; Világirodalom, Bp., 1925
- Hardigras. Regény; ford. Peterdi István; Pantheon, Bp., 1926 (A regény mesterei)
- Mihály István: A repülő arany. Kalandorfilm; Gaston Leroux és Serge Veber motívumai alapján; Elbert és Társa, Bp., 1933 (Filmkönyvek)
- Az operaház fantomja; átdolg. Kárpáthy Gyula, Lázár Péter; Elek, Bp., 1946
- A véres bábú / A gyilkológép; ford. Konrád Júlia; Európa, Bp., 1973
- A fekete ruhás hölgy illata. Bűnügyi regény; ford. Orbán Ferenc; Európa, Bp., 1989 (Fekete könyvek)
- Az operaház fantomja. Regény; ford. Pelle János; Árkádia, Bp., 1990
- Az operaház fantomja; átdolg. Diane Namm, ill. Troy Howell, ford. Farkas Krisztina; Alexandra, Pécs, 2012 (Klasszikusok könnyedén)